# Bảo tàng Thiết kế Holon
Bảo tàng Thiết kế Holon (מוזיאון העיצוב חולון - Design Museum Holon) là bảo tàng đầu tiên ở Israel dành riêng cho thiết kế. Tòa nhà của bảo tàng được quy hoạch và thiết kế bởi kiến trúc sư và nhà thiết kế công nghiệp người Israel Ron Arad hợp tác với Bruno Asa. Bảo tàng nằm ở phần phía đông của khu vực văn hoá mới của Holon bao gồm Médiathèque (thư viện trung tâm, nhà hát, cinémathèque). Gần đó là khoa thiết kế trong Viện Công nghệ Holon.
Bảo tàng mở cửa vào ngày 3 tháng 3 năm 2010. Đây là toà nhà đầu tiên được Ron Arad trù định.
Bảo tàng đã được tạp chí du lịch "Conde Nast Traveler" đánh giá là một trong những kỳ quan mới của thế giới.

## Thư viện ảnh

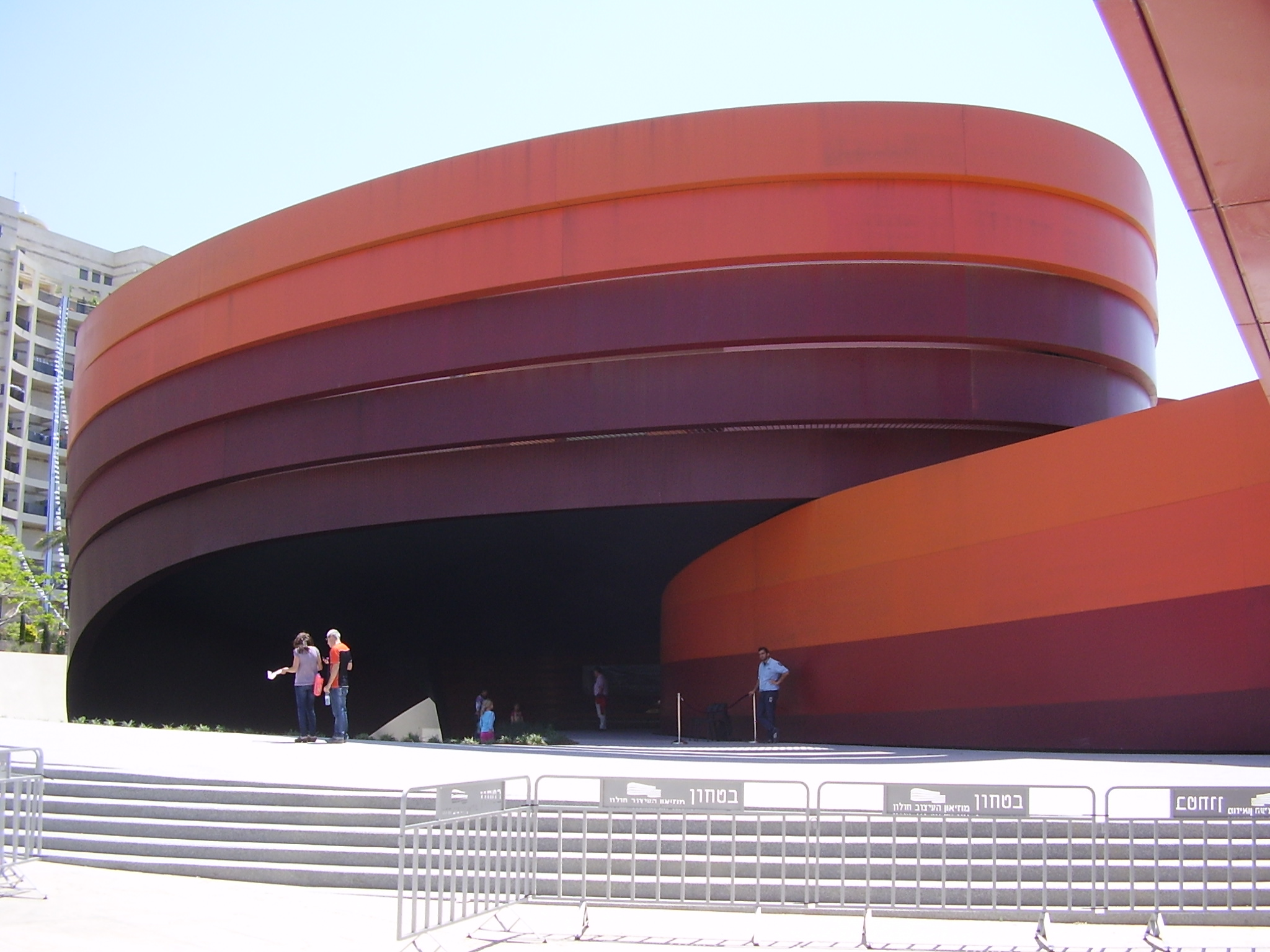
lối vào của bảo tàng
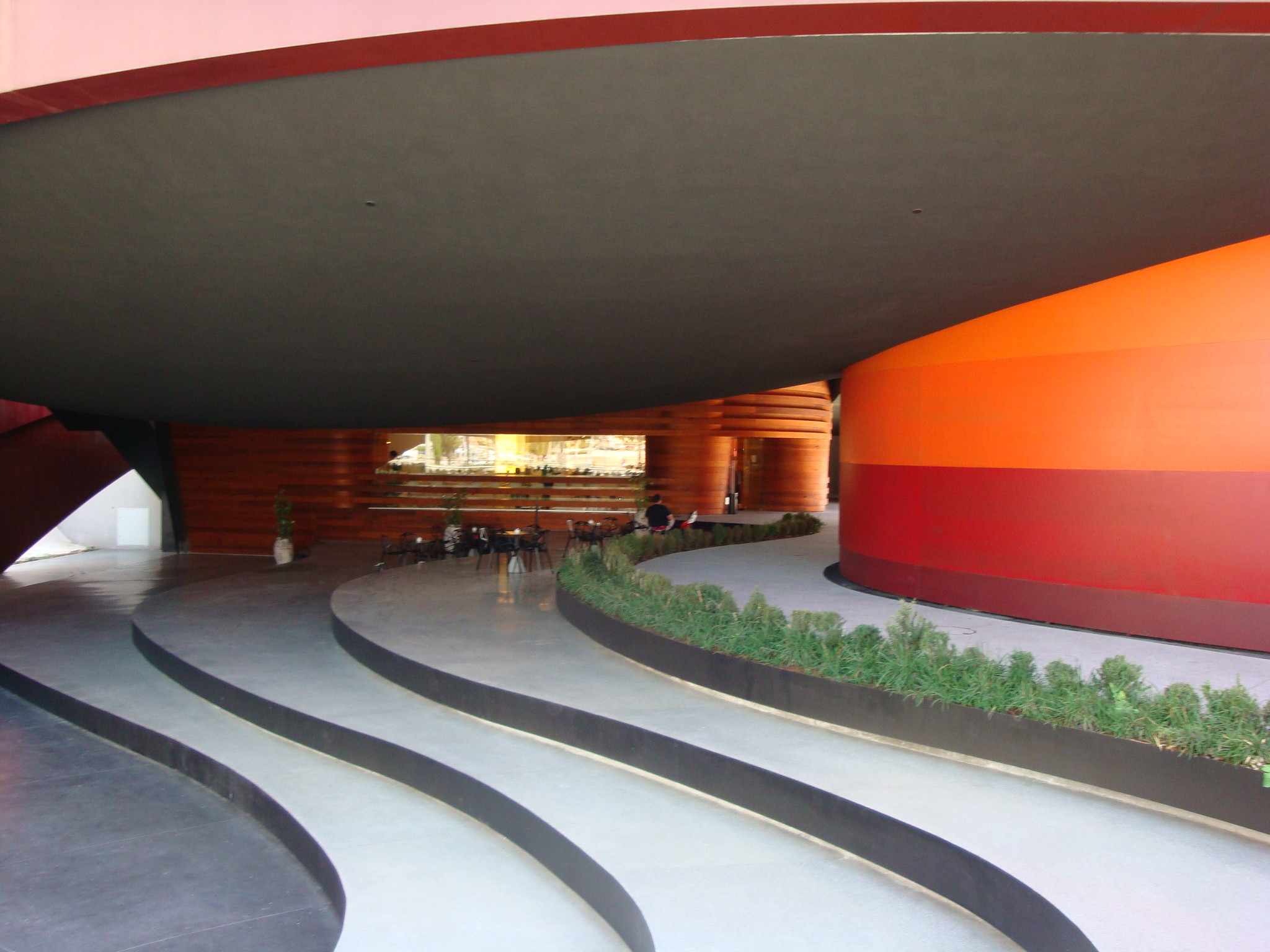
cầu thang ở lối vào
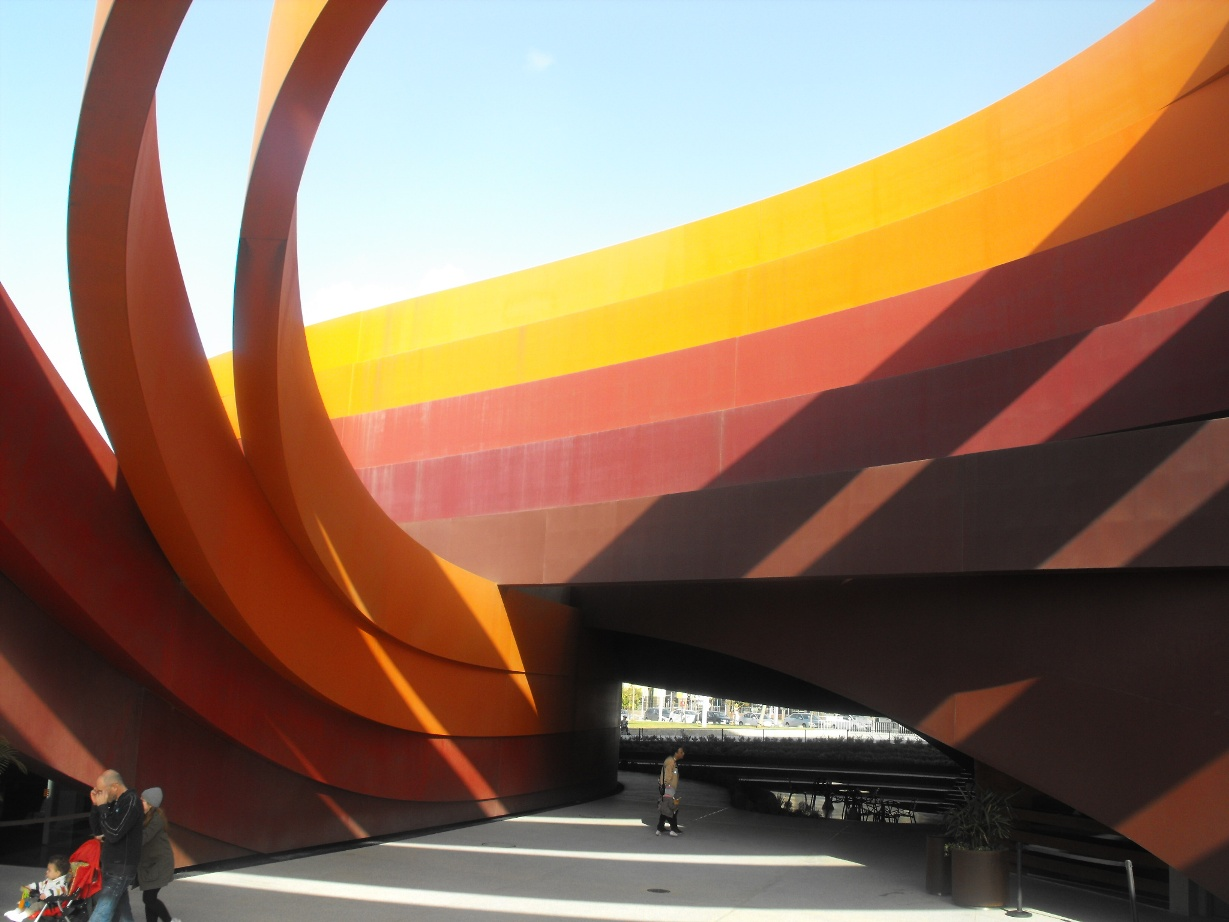
hồ bơi ở phía trước
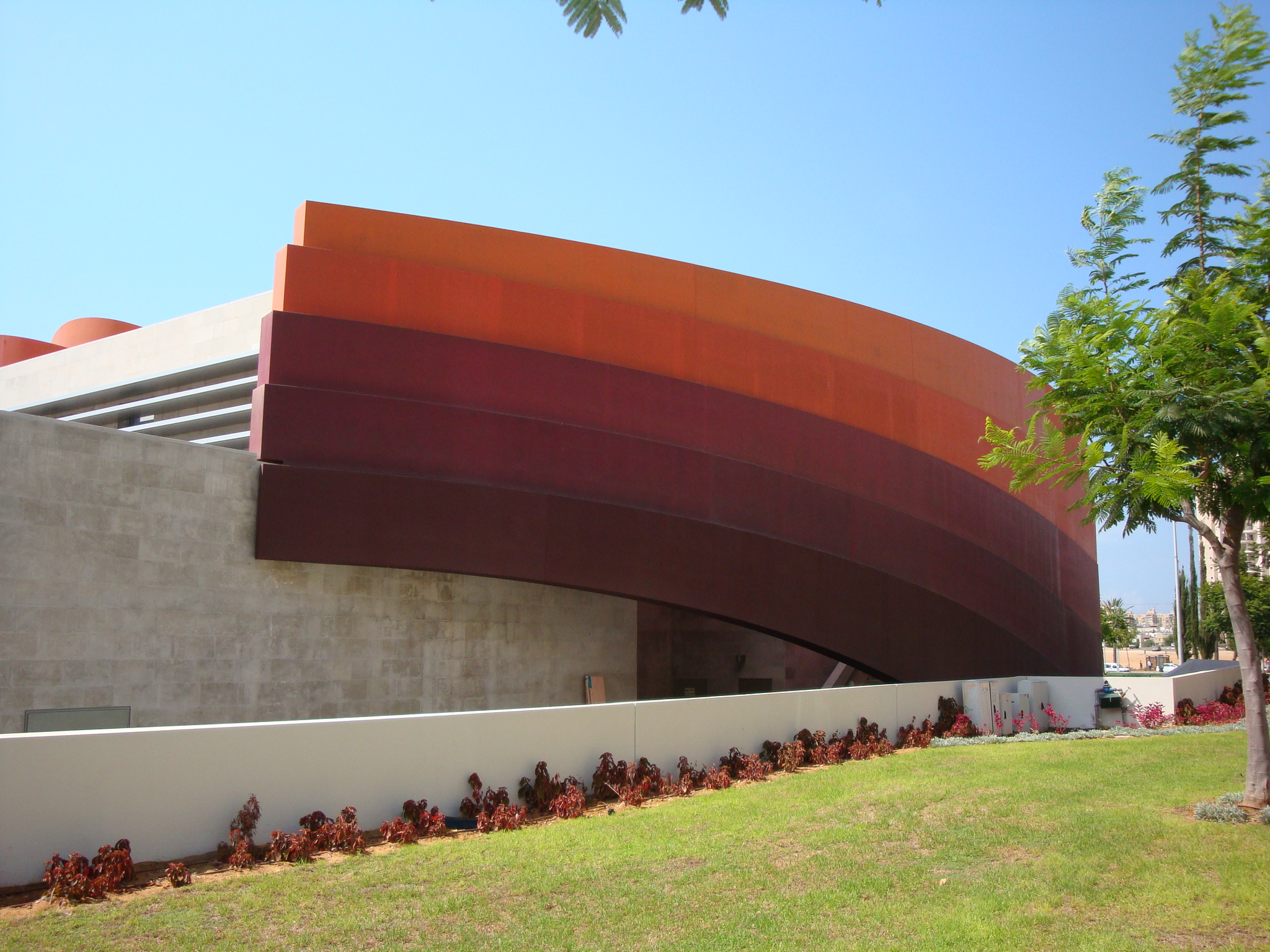
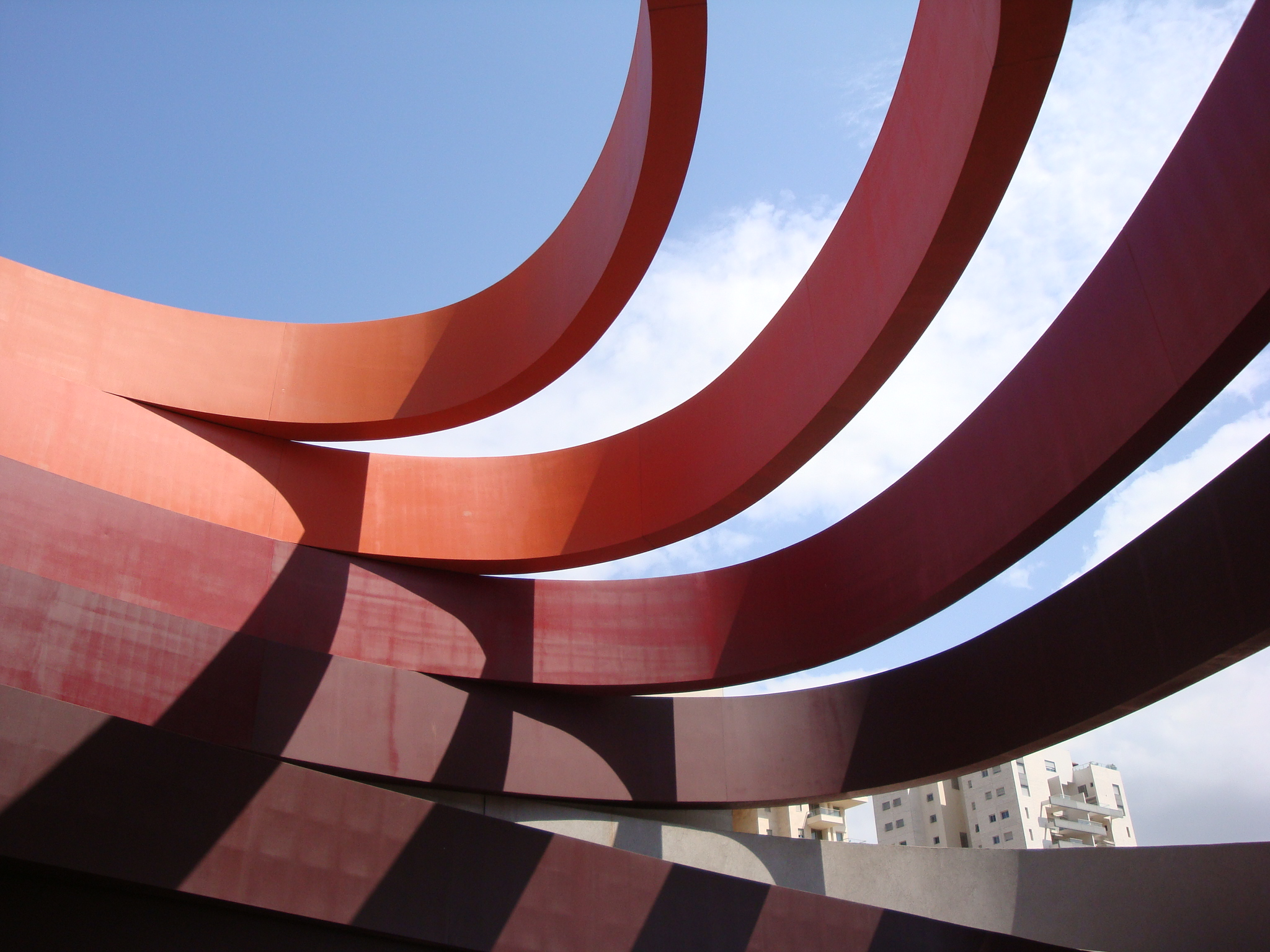
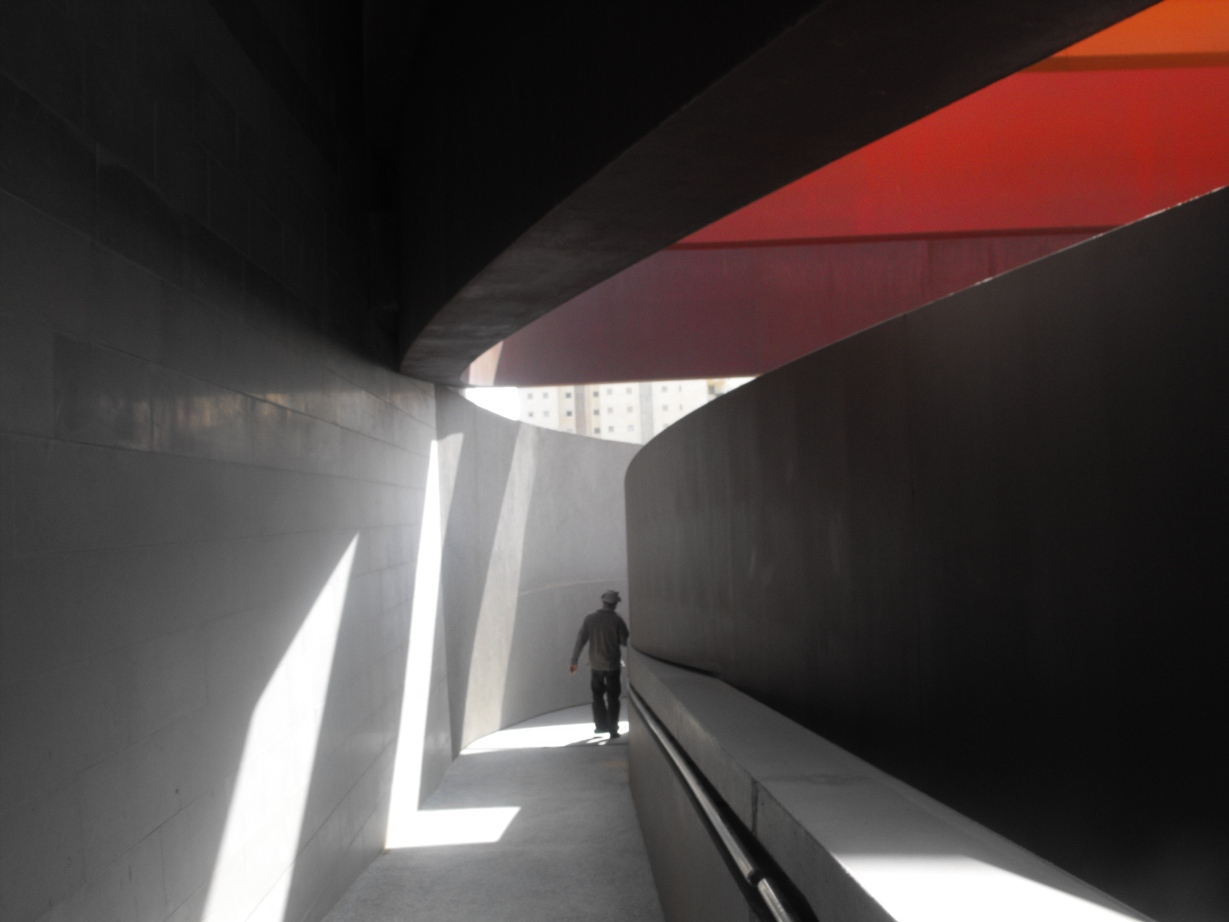